# Ревковский, Юрий Александрович
Юрий Александрович Ревко́вский (8 (21) августа 1907 — 10 июня 2001) — советский архитектор, автор проектов станций метро «Охотный Ряд» и «Динамо»

## Биография
Юрий Ревковский родился в Иркутске 8 (21) августа 1907 года. В 1931 году окончил архитектурный факультет Харьковского инженерно-строительного института. По окончании института работал в проектном бюро «Гипроград» в Харькове. В 19ЗЗ—1939 годах работал в «Метропроекте» в Москве. Член Союза архитекторов СССР с 1934 года. В 1939—1941 годах — аспирант Академии архитектуры СССР. С 1941 по 1945 годы — в действующей армии на фронтах Великой Отечественной войны. С 1945 по 1962 годы работал в Академии строительства и архитектуры СССР, с 1962 по 1975 год — в ЦНИИЭП жилища.
Умер 10 июня 2001 года
Похоронен в Праге, на Ольшанском кладбище.

## Основные работы
- планировочное проектирование городов Большое Запорожье и Луганск (1931—1932)
- станция метро «Охотный Ряд» (1935, художники Н. Боров и Г. Замский)
- станция метро «Динамо» (1938, совместно с Я. Лихтенбергом, скульптор Е. Янсон-Манизер)
- планировка посёлка при Вятско-Полянском домостроительном комбинате (1941—1945)
- жилой дом в Барвихе под Москвой (1945)
- жилой комплекс во Владимире (1946, совместно с Я. Лихтенбергом)
- интерьеры и внутренняя отделка кинотеатров «Таганский» и «Луч» в Москве (1946)

## Награды
- Третья премия в конкурсе проектов станций первой очереди Московского метрополитена за проект станции «Охотный Ряд»[4]
- Орден Отечественной войны II степени (1985)[3]
- Медаль «За победу над Германией в Великой Отечественной войне 1941—1945 гг.» [3]